# L2 Love×Loop
『L2 Love×Loop』（エルノジジョウ ラブアンドループ）は、2009年8月20日にアイディアファクトリー（オトメイト）から発売された恋愛アドベンチャーゲーム。

## ストーリー
対立するロボットと人間が大戦を起こしている、遠い未来の世界。辛うじて生き残り、ロボットに脅えて隠れながらも、遺された廃墟を集落として暮らす人々の中に主人公・ナナミの姿もあった。集落がロボットに襲われた誕生日前日、主人公は姉を殺される。取り乱し、襲撃時に見かけたロボットへの復讐という衝動に駆られた主人公は、幼馴染達の制止を振り切って走った先、ロボット「かごめ」に再度出会う。そこに現れた謎の人物イズミによれば、時を越えるタイムリープの機能も備わるかごめなら、姉を助けることが出来るという。やがて主人公達は、かごめの力で時を越え、過去と未来を変える旅に出るのだった。

## 登場人物

### メインキャラクター
ナナミ
声：小幡記子（戦闘時のみ）
主人公（名前変更可能）。真面目で素直だが感情的になりやすく、よく無茶な行動を取って周囲を騒がせる。
かごめ
声：やなせなつみ
時間移動の力を持つロボット。攻略不可。当初は感情がリセットされており、機械的なコミュニケーションしか取れない。主人公にのみ扱える。選択肢やMERSシステムの応答次第で、後に性格が「やんちゃ」「ツンデレ」「インテリ」「シャイ」の4つに分岐する。
リュカ
声：徳本恭敏
主人公の幼馴染。真っ直ぐな性格。主人公に盲目的なまでの好意を寄せているが、言い出せずにいる。昔は主人公を苛めていた。
ネム
声：岸尾だいすけ
主人公の幼馴染。頭脳明晰。本作の世界では珍しく科学に精通しているが、脅威の対象であるロボットに関わる科学者は周囲から異端とみなされるため、迫害に遭いやすい。神経質で、わざと他人と同調しない言動に走る。昔は主人公と仲が良かったが、ある理由により冷たく当たるようになった。個人ルートの進み方次第では猟奇的な行動も取る。
アルト
声：浜田賢二
豪快な兄貴分。ロボットを倒し、便利屋の仕事も兼ねる冒険者（ローダー）を生業としている。主人公達を守ると口にする頼もしい存在。気さくな性格だが、複雑な内面も秘めている。過去の実体験から、保護者としての責任を果たさない大人を嫌う。
カイン
声：鈴木達央
科学者。ノアという少女型ロボットを自作するほどの頭脳の持ち主だが、集中してのめり込むと他を顧みない性格のため、周囲には敬遠される。大人からの白眼視を理由に、19歳以下の子供としか話せないと言い放つ。人間に慣れておらず、主人公と親しい雰囲気になるとどもり、声が裏返る。作中では彼に関する叙述トリックが仕掛けられており、個人ルートで重要な要素となる。
イズミ
声：大川透
主人公にかごめを渡す初老の男性。正体も目的も不明だが、外見や仕草からある人物との関わりを想起させる。飄々とした雰囲気で茶目っ気も見せるが、狂気的な面も覗かせる。2周目から攻略可能。

### サブキャラクター
エディック
声：内匠靖明
騎士（ガードナー）を自負する男性。ロマンティストで女性に優しい性格。幼い頃に自分を救ってくれた主人公を救世主と崇め、恭しく扱う。
アマミヤ
声：尾崎未來
探偵を自称する少年。我が道を突き進むタイプで、他人には制御不能なトラブルメーカー。勝手に主人公を助手と認定する。
チャイ
声：萩乃水城
自然や精霊と共に生きる一族の末裔。一族を殺したロボットに対する復讐に固執している。復讐後は、過去に一族を救ってくれた恩返しとして、主人公達に同行する。話相手が動物のみだったことから色恋に疎く、主人公の身体に不可抗力で触れた際は、未知の体験に戸惑う反応を見せる。
ディンド
声：高瀬右光
主人公達の集落でギルドを営む、影を背負った壮年の男性。娘や息子のように主人公達を可愛がる。
マリン
声：瑞沢渓
本来命を落とすはずだった場面で主人公達に救われ、後にディンドに育てられた男勝りの女性。言葉遣いは丁寧。救世主として崇める主人公達との再会を信じ、1人でロボットと戦っていた。父親が研究者だったためか、ロボットや兵器を作る才能に長ける。
シャルル
声：川淵由香里
占い師を自称する美人。水晶球を媒体に主人公達の内心や事情を言い当て、現在のルートや攻略キャラのヒントも伝授する。仲間の加入条件は、攻略不可になった時のみ聞くことが出来る。
ユン
声：稲村優奈
主人公の妹分。集落で最年少のため、甘えん坊に育つ。頭に2つのリボンを結んでいる。両親はロボットに殺されており、当初はかごめを避けていた。おしゃまな性格で、集落の女性の口調を真似ることもある。
エウア
声：あらまり
主人公の義理の姉。主人公の幼馴染であるリュカ達にも優しく接する。襲撃したロボットに殺される。

## 主題歌
オープニングテーマ「Eli,lama asabthani?（エリ・ラマ・アサブタニ）〜神よ、何ぞ我、見捨てたもう」
歌：Heinrich Von Ofterdingen
エンディングテーマ1「L2 - Leidenschaft,die Leiden schafft -」
歌：Heinrich Von Ofterdingen
エンディングテーマ2「美しき世界 - Panta rhei -」
歌：Heinrich Von Ofterdingen
挿入歌「優しく廻る」
歌：吉岡亜衣加

## 関連CD
- L2 Love×Loop OST（2009年9月26日発売、規格品番:MDMACD-2）